# Radevac
Radevac (en serbe cyrillique : Радевaц) est un village de Serbie situé dans la municipalité d'Aleksinac, district de Nišava. Au recensement de 2011, il comptait 446 habitants.

## Démographie
| 1948 | 1953 | 1961 | 1971 | 1981 | 1991 | 2002 | 2011 |
| ---- | ---- | ---- | ---- | ---- | ---- | ---- | ---- |
| 793  | 788  | 777  | 785  | 724  | 637  | 493  | 446  |

|  |